# Algeciras
Algeciras je město na jihu Španělska u Gibraltarské zátoky. Město je součástí autonomního společenství Andalusie a provincie Cádiz.
Žije zde přibližně 125 tisíc obyvatel. S okolními městy Tarifa, La Línea de la Concepción a dalšími tvoří konurbaci, kde žije přes čtvrt milionu lidí.

## Historie
Město bylo strategickým přístavem už za Kartaginců, Římané ho nazývali Portus Albus (Bílý přístav). Po vpádu Vandalů bylo opuštěno, obnovili ho roku 711 Arabové jako al-Džazíra al-Chadra (Zelený ostrov, odtud i dnešní název). V 11. století byl Algeciras krátce nezávislým městským státem. V období reconquisty byl zničen, znovu ho založili v roce 1704 uprchlíci z Brity obsazeného Gibraltaru. V roce 1906 se ve městě konala Algeciraská konference, na níž se koloniální velmoci radily o dalším osudu Maroka.

## Současnost
Hlavním odvětvím algeciraské ekonomiky je obchodní přístav, který je počtem přeložených metrických tun osmý nejdůležitější v Evropě a 56. na světě. Dalšími zdroji příjmů jsou turistika, rybolov a pěstování tabáku.

## Rodáci
- Paco de Lucía